# Grammatik (Band)
Grammatik ist eine polnische Hip-Hop-Gruppe aus Warschau, die im Jahr 1997 von den beiden MCs Eldo und Jotuze gegründet wurde. Ihr Stil ist betont ruhig, als „Samples“ nutzen sie bevorzugt Fragmente klassischer Musik.

## Werdegang
Auf die Veröffentlichung des Demo-Albums EP im Jahr 1998 folgte ein Jahr später das erste "offizielle" Album EP+ und 2000 schließlich Światła Miasta (übersetzt: Stadtlichter), das die polnische Hip-Hop Landschaft maßgeblich geprägt hat.
Beide Platten waren zwei der ersten bekannteren, die fast ausschließlich „positive Texte“ enthielten, also nicht von Drogen, sozialem Elend und Hass auf die Polizei handelten, sondern religiösen Glauben, Zukunftsängste und Kindheitserinnerungen thematisierten. 
Beworben wurde Światła Miasta mit einem Video zum Titel Friko (übersetzt: Für lau), der sich kritisch mit dem Schwarzkopieren auseinandersetzte. Ein weiterer Titel diente als Musik zum Kinofilm To my, rugbiści, einer kontroversen Dokumentation über Fußballfans.
Nach langer Pause folgte 2004 ein Comeback mit der EP Reaktywacja (übersetzt: Reaktivierung) mit gleichnamigem Video und größtenteils unverändertem Stil.
Im Jahr 2008 - ein Jahr nach Veröffentlichung ihres letzten Albums Podróże - gaben sie ihre Auflösung bekannt.

## Diskografie

### Alben
- 1999: EP+
- 2000: Światła Miasta
- 2000: Światła Miasta Instrumentale
- 2005: 3
- 2007: Podróże

### EPs
- 1998: EP
- 2004: Reaktywacja

### Singles
- 2021: Mówią mi (PL: Gold)[5]